# Will Gollop
Will Gollop (16 maggio 1950) è un ex pilota di rally britannico, attivo nella categoria del rallycross, dove ha militato nel Campionato europeo rallycross, vincendolo nel 1992 su MG Metro 6R4.
È stato vice-campione europeo di rallycross nel 1991, arrivando terzo nel 1988 e nel 1990, vincendo il Gran Premio di Brands Hatch nel 1988, 1989 e 1992.

## Palmarès
- Campionato europeo rallycross: 1
- 1992 su MG Metro 6R4
- Campionato britannico di rallycross nel 1991 e 1996

## Risultati nel WRC
| 1989 | Scuderia              | Vettura        |  |  |  |  |  |  |  |  |  |  |  |  |     |  |  |  | Punti | Pos. |
| ---- | --------------------- | -------------- |  |  |  |  |  |  |  |  |  |  |  |  | --- |  |  |  | ----- | ---- |
| 1989 | Beechdale Garage Ltd. | Saab 900 Turbo |  |  |  |  |  |  |  |  |  |  |  |  | Rit |  |  |  | 0     |      |

| Legenda | 1º posto | 2º posto | 3º posto | A punti | Senza punti | Ritirato | Squalificato | NP=Non partito C=Gara cancellata | Apice=Power stage |